# ایوان ایوانف (پرتابگر وزنه)
ایوان ایوانف (انگلیسی: Ivan Ivanov؛ زادهٔ ۳ ژانویهٔ ۱۹۹۲) ورزشکار دو و میدانی اهل قزاقستان است.